# Rudolf Smend (jurista)
Carl Friedrich Rudolf Smend (15 de janeiro de 1882, Basiléia, 5 de julho de 1975, Gotinga) foi um jurista alemão especializado em direito constitucional e direito canônico.

## Formação acadêmica e profissional
Filho do professor de teologia Rudolf Smend, iniciou seus estudos em 1900 nas universidades de Basileia, Berlim, Bonn, e Göttingen, onde se formou na última com uma dissertação premiada sobre a relação da constituição Prussiana de 1850 com a Consituição Belga. Conseguiu sua habilitação como professor após escrever sua tese sobre a Câmara da Corte Imperial, em 1908, sob a supervisão Albert Hänel na Universidade Christian-Albrechts de Kiel, Alemanha.

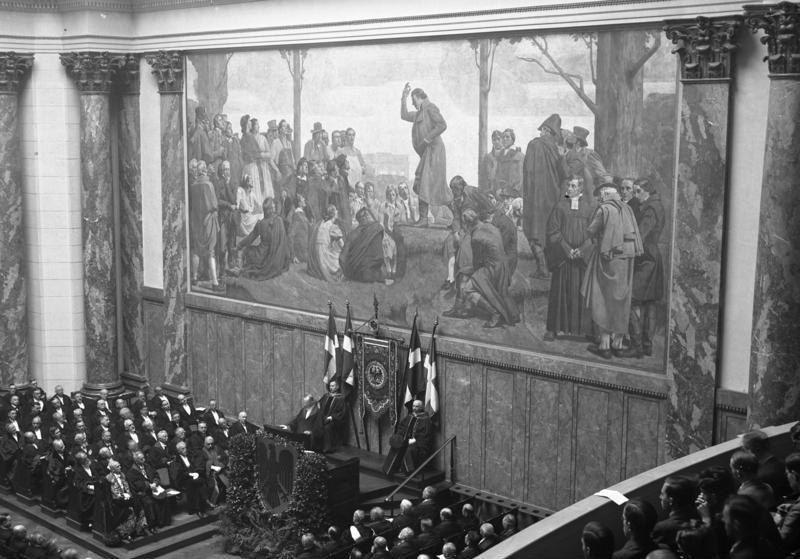
Professor Rudolf Smend na Universidade de Berlim, em janeiro de 1933

Em 1909, Smend foi nomeado professor associado em Greifswald; em 1911, ele foi para Tübingen como Professor catedrático. Em 1915, mudou-se para Bonn, e, em 1922, foi chamado pela Universidade Friedrich-Wilhelms de Berlim. Neste tempo, Smend foi membro do partido anti-republicano Partido Nacional Popular Alemão (DNVP). Em contraste com outros cidadãos Alemães, ele se manteve distante do nacional-socialismo e da ascensão do Partido Nazista. Sob pressões do Ministério da Educação do Reich, que queria nomear o advogado da SS, Reinhard Höhn  para sua cadeira, Smend foi obrigado a aceitar uma transferência à Göttingen. Permaneceu em Gottingen até o fim de sua vida. 
Após a Segunda Guerra Mundial, o primeiro reitor da Universidade de Göttingen foi Smend, que contribuiu significativamente para a recuperação rápida das operações de ensino e de pesquisa. Sendo um dos representantes da Universidade de Teologia, assinou em outubro de 1945, A Confissão de Culpa de Stuttgart. De 1944 a 1949, ele ocupou o cargo de Presidente da Academia de Ciência de Göttingen. Após uma iniciativa de Smend, em 1946, a O Instituto de Direito Canônico da Igreja Evangélica da Alemanha foi estabelecido, com Smend como seu primeiro diretor. Depois de sua aposentadoria em 1951, ele continuou como advogado do Seminário até 1965;  e continuou desenvolvendo suas teorias constitucionais até 1969. Em 1970, foi sucedido como diretor do Instituto de Direito Canônico por Axel Freiherr von Campenhausen. 
Smend foi homenageado com quatro doutorados honorários. Ele foi co-fundador da "Revista de direito canônico Protestante" e em 1948, foi um dos relatores dos "arquivos do Direito público". De 1946 a 1955, Rudolf Smend integrou o Conselho da Igreja Evangélica na Alemanha .

## Obras Acadêmicas
O trabalho acadêmico de Rudolf Smend foi dedicado inicialmente à textos constitucionais e histórico-jurídicos, até 1945, e posteriormente quase exclusivamente à relação entre o estado e a igreja. Sua obra principal foi " A Constituição e o Direito Constitucional" (1928). Fundamentalmente, ele trabalhou na sua teoria de integração. Para ele, tratava-se de uma questão de desenvolver uma teoria de estado, não com base em deduções normativas, mas do conhecimento sociológico e humanista. Ele definiu os fundamentos de uma doutrina social que entende o estado como uma realidade espiritual, compreendida a partir das interações dos processos de vida individuais. Ele também queria reformular os conceitos básicos do direito constitucional e enfatizar o caráter dinâmico e dialético do processo de criação de um estado. Através de sua teoria de integração, Smend via constituições como uma força de unificação e de integração dos estados. Os órgãos dos estados e os poderes, não são entendidos como estruturas dormentes, mas como a forças em movimento. 
Smend lidou com fontes emocionais de dominação, como o significado e efeito de bandeiras, hinos nacionais, brasões, e referências históricas. Ele dizia que esses objetos tem o poder de integração além de fronteiras sociais, religiosas, ou ideológicas. Ele não acreditava no efeito integrador da legislação com a jurisprudência. Poderia ser uma ferramenta útil a juristas, mas não desenvolveria um efeito vinculativo à ampla população. Em suas referências a cerimônias de estado, símbolos e rituais, sua fomação Cristã-Protestante é influente; onde ele descreve a formação de identidade coletiva através de certas imagens, ações, e fórmulas.
Entre os seguidores declarados da Escola de Smend estavam Ulrich Scheuner, Horst Ehmke, Konrad Hesse e Peter Häberle, e Wilhelm Hennis, no campo da ciência política. Segundo seus alunos e seguidores, a continuação da doutrina da integração ocorreu em virtude do positivismo jurídico.
As teses de Smend, em particular, foram muito criticadas pelos positivistas pela imprecisão de seus conceitos, e pela ligação de termos jurídicos com valores subjetivos. A doutrina de integração é criticada como um modelo de imanência política radical, por enfatizar a lei de mais-valia no processo de integração de um Estado. A doutrina de integração também é criticada por subestimar a significância inerente do direito. Quando considerada uma teoria do estado, é também considerada ambígua e fragmentada.
Com sua teoria da integração, Smend representava o contraponto científico da teoria disciplinar de Carl Schmitt, publicada em sua obra "doutrina constitucional", de 1928. As Escolas de Pensamento contraditórias, foram fundamentais para a discussão do direito constitucional na Alemanha nos anos setenta, e influenciam debates até o dia de hoje.
O escritório de Rudolf Smend é mantido na biblioteca da Universidade de Göttingen.

## Prêmios
- 1910: a coroa do Norte, IV. classe
- 1952: Grã-cruz do mérito da República Federal da Alemanha
- 1961: Medalha de estado da baixa Saxônia
- 1967: estrela da grã-cruz do mérito[4]

## Literatura
- Cristão Bickenbach: Rudolf Smend (15. De janeiro de 1882 a 5. De julho de 1975) – contorno de integração doutrina. Em: Juristische Schulung. 2005, edição 7, p. 588 et seq.
- Clemens Bogedain: Rudolf Smend: Uma contribuição para a vida e a Obra de um grande estado alemão, advogado do século 20. Xix, com especial consideração do seu estado, as igrejas, a Federal de fidelidade e Integração da teoria. In: Thomas Vormbaum (Hrsg.): Anuário da história Jurídica. Bd. 15 (2014), p. 194-241, doi:10.1515/jajuz-2014-0106.
- Axel Freiherr von Camphausen: A morte de Rudolf Smend. Em: Juristenzeitung. Bd. 30 (1975), H. 20, p. 621 e seguintes. (digitalizado versão em CONWAY).
- Axel Freiherr von Camphausen: Rudolf Smend 1882-1975. In: Anuário do Direito público e do presente. Neue Folge, Bd. 56 (2008), p. 229-234.
- Manfred Friedrich: Rudolf Smend 1882-1975. In: arquivo do Direito público. Bd. 112 (1987), p. 1 et seq.
- Wilhelm Hennis: Integração pela Constituição? Em: Juristenzeitung. Bd. 54 (1999), H. 22, p. 485-495 (digitalizados versão em CONWAY).
- Konrad Hesse, Siegfried Reicke , e Ulrich Scheuner (EDS.): A Constituição do estado e da Igreja da ordem. Festival de presente para Rudolf Smend 80. Aniversário em 15. De janeiro de 1962. Mohr, Tübingen, 1962 (inclui: lista de obras e escritos de Rudolf Smend. P. 463-466).
- Peter Landau (ed.). «Smend, Carl Friedrich Rudolf». Neue Deutsche Biographie (NDB) (em alemão). 24. not yet published. Berlim: Duncker & Humblot. pp. 510 et seq..
- Roland Lhotta (EDS.): A Integração do estado moderno. A pontualidade da integração doutrina de Rudolf Smend. Nomos-Verlag, Baden-Baden, 2005, ISBN 3-8329-1421-8.
- Sandra Obermeyer: função de integração da Constituição e da normatividade constitucional. Constitucional teoria de Rudolf Smends à luz de uma teoria transdisciplinar do direito. Duncker & Humblot, Berlim, 2008, ISBN 978-3-428-12421-3.
- Robert Chr. van Ooyen: A integração do ensino de Rudolf Smend, e o segredo de seu sucesso em teoria do estado e cultura política depois de 1945. In: Revista de história do direito. Bd. 2 (2008), p. 52-57.
- Ulrich Scheuner: Rudolf Smend – vida e obra. In: problemas jurídicos no estado e a Igreja – Festschrift für Rudolf Smend zum 70. Aniversário em 15. De janeiro de 1952. Göttingen, 1952, p. 29 et seq.